# Madhuca malaccensis
Madhuca malaccensis är en tvåhjärtbladig växtart som först beskrevs av Charles Baron Clarke, och fick sitt nu gällande namn av Herman Johannes Lam. Madhuca malaccensis ingår i släktet Madhuca och familjen Sapotaceae. Inga underarter finns listade i Catalogue of Life.